# Walter Isard
Walter Isard é um importante economista estadunidense, o principal fundador da disciplina Ciência Regional, e também um dos principais fundadores da disciplina Ciência da Paz.

## Biografia e contribuições
Nascido em 1919 na Filadélfia, Isard se graduou aos 20 anos na Universidade de Temple, com excelente desempenho. Após isso, ingressou na Universidade de Harvard, sendo orientado por Alvin Hansen e Abbott Usher, que estimularam seu interesse na Teoria da localização. Isard deixou Harvard em 1941 sem ter se formado, se mudando para a Universidade de Chicago, onde foi orientado por Frank H. Knight, Oscar Lange, e Jacob Viner. Em 1942, obteve um cargo no Ministério do Interior, em Washington, D.C., enquanto completava sua dissertação sobre ciclos de construção e desenvolvimento de transportes.
Sendo um Quaker, obteve status de objetor de consciência durante a guerra, por isso ao invés do serviço militar, trabalhou como ajudante em um hospital público de saúde mental. Foi durante esse período que ele traduziu para o inglês os trabalhos de alguns dos principais teóricos da localização alemães. Passando a focar-se primariamente em questões locacionais, Isard obteve o cargo de professor de meio período em Harvard no ano de 1945, e realizou então alguns de seus trabalhos sobre a localização da indústria do aço dos Estados Unidos, assim como trabalhos sobre os custos e benefícios do poder atômico.
Em Harvard, Isard se tornou um grande amigo de Wassily Leontief e ajudou-o a adaptar sua ideia de um modelo de entrada-saída para uma economia local. Entre 1949 e 1953 Isard foi empregado como pesquisador associado em Harvard, mas lecionando um curso criado por ele sobre teoria da localização e desenvolvimento regional. Através desse curso e de discussões com outros economistas, Isard conseguiu atrair muitos outros acadêmicos para essas áreas. Em 1948 a Associação Econômica Americana já estava organizando sessões sobre o desenvolvimento regional em sua conferência anual. No encontro da associação em 1950, Isard conheceu outros 26 economistas com pensamentos semelhantes e melhorou suas ideias sobre o que o novo campo emergente da ciência regional deveria ser: um campo interdisciplinar, que precisaria de novos conceitos, informações e técnicas. Como parte do esforço para desenvolver a ciência regional, Isard se envolveu com uma rede de acadêmicos de várias áreas, como economia, planejamento urbano, ciência política, sociologia e geografia.
Isard se mudou para o MIT em 1953, assumindo um cargo no Departamento de Plajemaneto Urbano e Regional. Foi em sua estadia no MIT que o nome ciência regional se consolidou como nome para sua nova área. Em 1954 a Associação de Ciência Regional foi criada, com Isard sendo seu primeiro presidente. Em 1956 Isard deixou o MIT e foi para a Universidade da Pensilvânia, atraído pela oportunidade de chefiar um novo departamento acadêmico de pós-graduação, o departamento de Ciência Regional. Isard trabalhou rápido para tornar a ciência regional amplamente reconhecida, publicando três importantes livros nos quatro anos seguintes: Economia da Localização e do Espaço (1956); Análise de Complexos Industriais e Desenvolvimento Regional (1959); e Métodos de Análise Regional (1960). Em 1956 ele também ajudou a fundar o Instituto de Pesquisas em Ciência Regional em Penn, e em 1958 o primeiro periódico da nova área, o Journal of Regional Science. Em 1960 Isard buscou difundir a ciência regional para a Europa, e em 1962 ajudou a criar associações de ciência regional para a América Latina e a Ásia Oriental.
Isard criou em 1963 um grupo de acadêmicos em Malmö, Suécia, com o propósito de estabelecer a Sociedade de Pesquisas sobre a Paz. Em 1973, esse grupo se tornou a Sociedade da Ciência da Paz. Assim como a ciência regional, a ciência da paz era vista como um esforço interdisciplinar e internacional para desenvolver um conjunto especial de conceitos, técnicas e informações.
Em 1977 Isard deixou a chefia do departamento de ciência regional em Penn para poder dedicar mais tempo à ciência da paz, e se mudou para a Universidade de Cornell em 1979. Em 1985 foi eleito membro da seção de Ciências Econômicas da Academia Nacional de Ciências dos Estados Unidos.

## Obras selecionadas
- Isard, Walter. 1952. Atomic Power, an Economic and Social Analysis; a Study in Industrial Location and Regional Economic Development. New York: Blakiston.
- Isard, Walter. 1956. Location and Space-economy; a General Theory Relating to Industrial Location, Market Areas, Land Use, Trade, and Urban Structure. Cambridge: Published jointly by the Technology Press of Massachusetts Institute of Technology and Wiley.
- Isard, Walter. 1957. Municipal Costs and Revenues Resulting from Community Growth. Wellesley, Mass: Chandler-Davis Publ. Co.
- Isard, Walter. 1959. Industrial Complex Analysis and Regional Development; a Case Study of Refinery-petrochemical-synthetic-fiber Complexes and Puerto Rico. Cambridge: Technology Press of the Massachusetts Institute of Technology.
- Isard, Walter. 1960. Methods of Regional Analysis; an Introduction to Regional Science. Cambridge: Published jointly by the Technology Press of the Massachusetts Institute of Technology and Wiley, New York.
- Isard, Walter. 1969. General Theory: Social, Political, Economic, and Regional, with Particular Reference to Decision-making Analysis. Cambridge, Mass: M.I.T. Press.
- Isard, Walter. 1971. Regional Input-output Study: Recollections, Reflections, and Diverse Notes on the Philadelphia Experience. Cambridge, Mass: MIT Press.
- Isard, Walter. 1975. Introduction to Regional Science. Englewood Cliffs, N.J: Prentice-Hall.
- Isard, Walter. 1972. Ecologic-economic Analysis for Regional Development; Some Initial Explorations with Particular Reference to Recreational Resource Use and Environmental Planning. New York: Free Press.
- Peace Research Society (International). 1969. Vietnam: Some Basic Issues and Alternatives. Cambridge, Mass: Schenkman Pub. Co.